# Joseph Daubian Delisle
Joseph Daubian Delisle (Castres, 1er mai 1734 - Castres, 21 août 1822) est un juriste français, écrivain et dramaturge occitan.
Il est surtout connu en tant qu'auteur pour sa pièce Lou Misantropo ou Le Misanthrope travesti, adaptation burlesque du Misanthrope de Molière.

## Édition
- Le Misantrope travesti, comédie en vers patois. Castres : Rodier, 1797. Disponible sur Google livres